# Ашот I (князь Тао)
Ашот I Кухі (груз. აშოტ კუხი д/н — 918) — еріставт-еріставі (князь князів) Верхнього Тао в 896—918 роках. Прізвисько Кухі перекладається як «Незрілий». Ймовірно за недолугу політику.

## Життєпис
Походив з династії Багратіоні. Другий син Гургена I, ерісмтавара Іберії. У 888 році той втратив значну частину влади, зосередивши панування в області Тао. 891 року внаслідок війни з Адарнасе II, царем Картлі, зазнав поразки й загинув. Владу в Верхньому Тао спадкував старший брат Ашота — Адарнасе III.
Після смерті брата став новим еріставт-еріставі Верхнього Тао разом із своїм малолітнім небожем Давидом I, хоча той не мав фактичної влади. Після смерті останнього 908 року став одноосібним володарем. Дотримував союзних відносин з еріставі Кларджеті, намагаючись зберегти самостійність від царів Картлі.
Помер Ашот I 918 року. Йому спадкував небіж Гурген II.

## Меценатство
Грузинські хроніки Картлис Цховреба, «Життя Григорія Хандзтелі» Георгія Мерчуле свідчать про те, що Ашот I був активним прихильником чернецтва і культурних проектів в Тао-Кларжеті. Він спонсорував будівництво собору в монастирі Тбеті у Шавшеті, де він встановив в якості першого єпископа Степана Мтбеварі, у якого Ашот замовив агіографічний роман «Мучеництво Михайла (Гоброна)».

## Зображення
Статую нібито Ашота I виставлено в Державному музеї мистецтв Грузії в Тбілісі.